# Frank B. Weeks
Frank Bentley Weeks (Brooklyn (New York), 20 janvier 1854-Middletown (Connecticut), 2 octobre 1935) est un homme d'affaires et homme politique américain, 64e Gouverneur du Connecticut (1909-1911).

## Biographie
Il étudie au Eastman Business College et obtient son diplôme en 1872. Il travaille alors comme assistant du directeur de l'hôpital du Connecticut et sera fiduciaire pendant trente ans.
Directeur d'une compagnie d'assurance et de la Middletown Savings Bank, il établit le Middletown Board of Trade et de 1880 à 1895, est associé dans une entreprise de mouture de grains.
Républicain, lieutenant-gouverneur du Connecticut (1904), il est élu en novembre 1908 Gouverneur du Connecticut. Il poursuit alors la politique économique de son prédécesseur, George L. Lilley (en), en réduisant les impôts. En 1912, il est nommé délégué de la Republican National Convention (en) et devient administrateur de l'université Wesleyenne.
Il est inhumé au Indian Hill Cemetery à Middletown.